# Heteropternis pudica
Heteropternis pudica är en insektsart som först beskrevs av Jean Guillaume Audinet Serville 1838.  Heteropternis pudica ingår i släktet Heteropternis och familjen gräshoppor. Inga underarter finns listade i Catalogue of Life.